# Boji Chekorsa
Pour les articles homonymes, voir Boji.
Boji Chekorsa (ou Boji Chokorsa) est un woreda de l'ouest de l'Éthiopie situé dans la zone Mirab Welega de la région Oromia. Issu d'une subdivision de l'ancien woreda Boji, Boji Chekorsa a 48 871 habitants en 2007. Son centre administratif est Chekorsa ou Muklemi[à vérifier].

## Origine
L'Atlas of the Ethiopian Rural Economy montre l'étendue de l'ancien woreda Boji à l'époque où il englobait le territoire des actuels woredas Boji Chekorsa et Boji Dirmeji. Boji Chekorsa et Boji Dirmeji se séparent avant le recensement national de 2007.

## Situation
Boji Chekorsa est entouré dans la zone Mirab Welega par les woredas Jarso au nord-ouest, Boji Dirmeji au nord-est, Lalo Asabi au sud-est et Guliso au sud-ouest.
Son centre administratif s'appelle Chekorsa et se trouve au sud-ouest de Bila sur une route reliant les woredas Boji Dirmeji et Guliso. Muklemi est une agglomération notable le long de cette route et pourrait être un autre nom de Chekorsa[réf. souhaitée].

## Population
Au recensement national de 2007, le woreda compte 48 871 habitants dont 3 % de citadins avec 1 479 habitants à Chekorsa. La plupart des habitants du woreda (92 %) sont protestants et 7 % sont orthodoxes.
En 2022, la population du woreda est estimée à 69 328 personnes avec une densité de population de 201 personnes par km2 et 344 km2 de superficie.